# Salix resecta
Salix resecta är en videväxtart som beskrevs av Friedrich Ludwig Diels. Salix resecta ingår i släktet viden, och familjen videväxter. Inga underarter finns listade i Catalogue of Life.